# Pepperoni

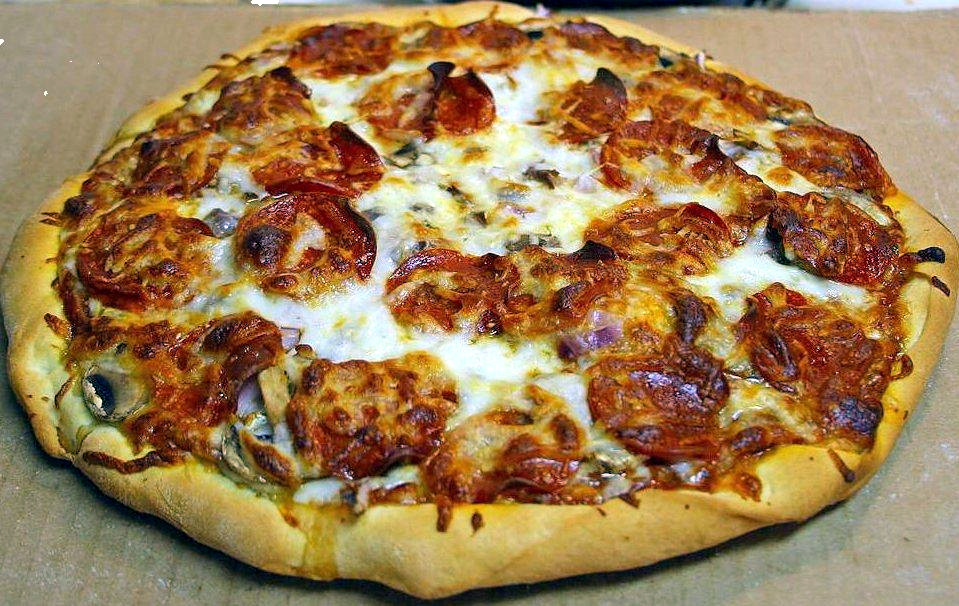
Egy pepperonis pizza

A pepperoni szó az amerikai paprikás szalámira (kolbász) utal. A szó az olasz peperone (paprika) többes számából (peperoni) származik.
A pepperoni fűszeres, gyakran csípős szalámiféleség, amit általában sertéshúsból készítenek.
Az első utalás a pepperoni szóra visszavezethető 1919-ig Amerikában, ahol olasz bevándorlók honosították meg a kifejezést; ott kizárólag szalámira (kolbászra) gondolnak a pepperoni szó hallatán.
Olaszországban a salame piccante vagy salamino piccante kifejezést használják (fűszeres, csípős szalámi) erre.
A hegyes-erős paprikát nálunk pepperóni paprika néven is nevezhetik, habár helytelenül.